# Hillevåg
Hillevåg ist ein Stadtteil von Stavanger in der westnorwegischen Provinz (Fylke) Rogaland. In Hillevåg leben 19.582 Einwohner (Stand 2017).

## Geografie
Der Stadtteil Hillevåg erstreckt sich im Westens des Gandsfjords und besteht neben dem Bezirk Hillevåg aus weiteren Bezirken (norwegisch: grunnkrets) wie etwa Tjensvoll, Vaulen und Ullandhaug. Die ältesten Gebäude liegen in direkter Nähe zum Fjord, einige größere Wohngebiete innerhalb des Stadtteils wurden erst ab den 1950er-Jahren errichtet. An der Fjordküste befinden sich heute einige Industriefabriken, in westlicher Richtung in Ullandhaug stehen Gebäude der Universität Stavanger und des Oljedirektoratets. An der Nordgrenze liegt das Universitätskrankenhaus.

## Geschichte

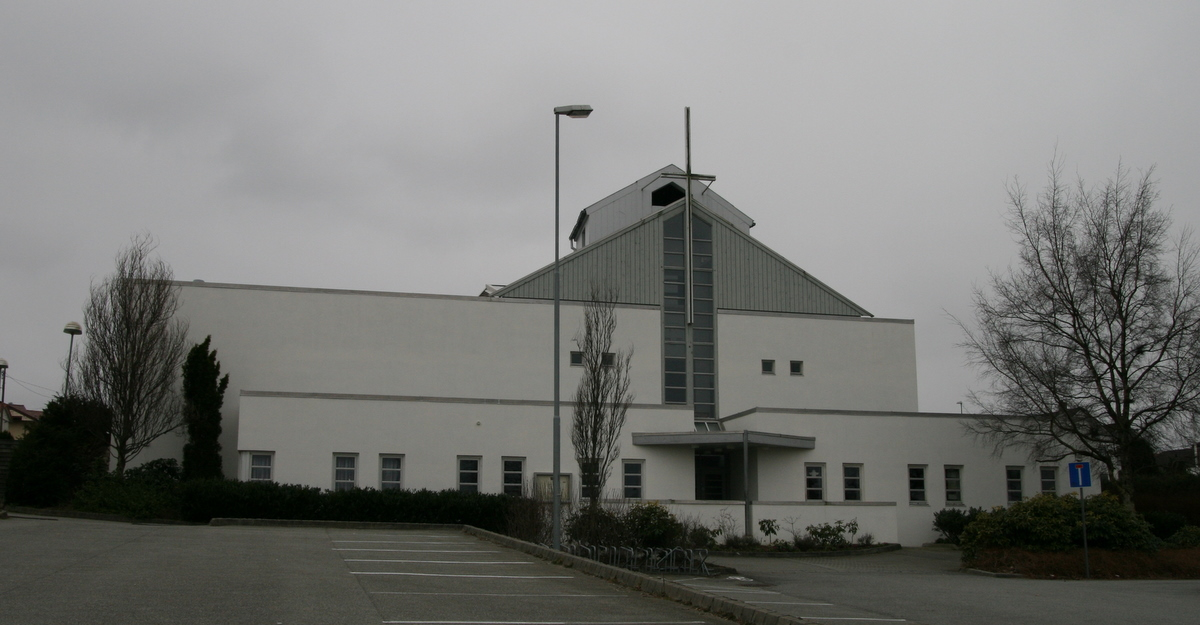
Hillevåg kirke

Zum Ende des 18. Jahrhunderts wurde das Gebiet von Fredrik Pettersen gekauft, der im Bach Mosvatnet eine Mühle betrieb. Diese ging schließlich an die Familie Køhler über, die den Besitz auf unter anderem fünf Mühlen, eine Brauerei und eine Schiffswerkstatt erweiterten. Im Jahr 1885 kaufte die Kommune Stavanger den Hillevåg gård von Johan Adam Køhler auf.
Im Jahr 1961 wurde die Kirche Hillevåg kirke erbaut.